# Avia BH-26

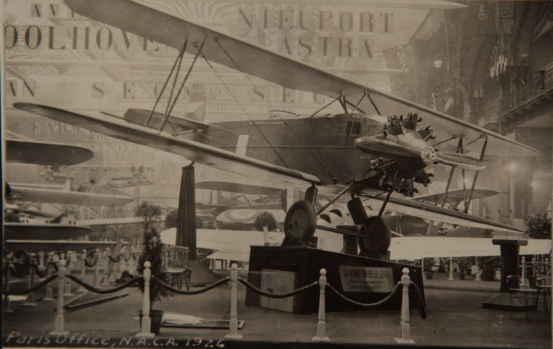
Avia BH-26

De Avia BH-26 is een Tsjechoslowaaks dubbeldekker verkenningsvliegtuig gebouwd door Avia. De BH-26 is ontworpen door Pavel Beneš en Miroslav Hajn en vloog de eerste vlucht in het jaar 1927. Ongeveer acht exemplaren zijn er gebouwd. In militaire service werden de originele rubberen rolroeren vervangen.

## Specificaties

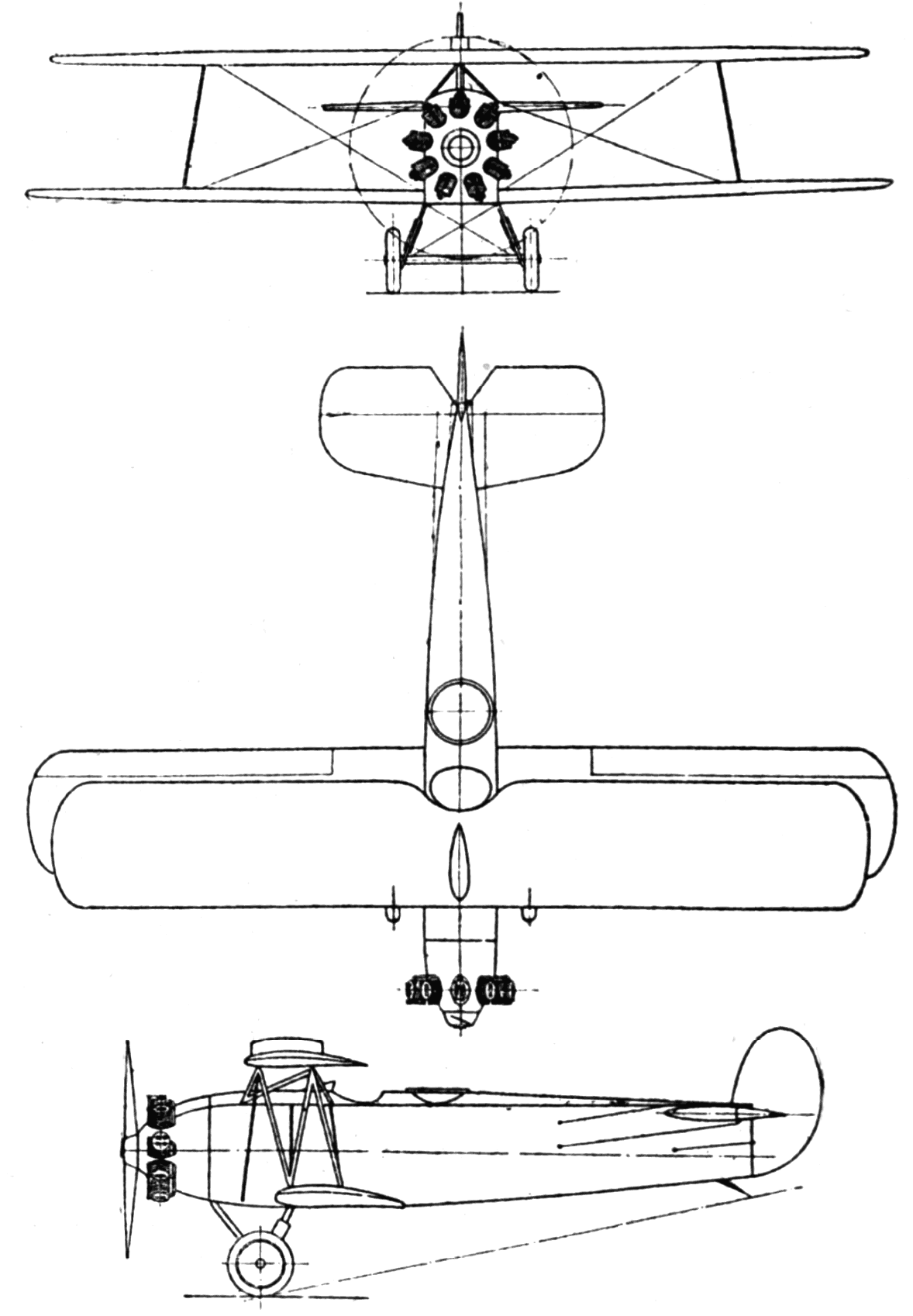
Avia BH-26

- Bemanning: 2, piloot en observeerder
- Lengte: 8,85 m
- Spanwijdte: 10,80 m
- Hoogte: 3,35 m
- Vleugeloppervlak: 31,0 m2
- Leeggewicht: 1 030 kg
- Volgewicht: 1 630 kg
- Motor: 1× door Walter in licentie gebouwde Bristol Jupiter IV stermotor, 336 kW (450 pk)
- Maximumsnelheid: 242 km/h
- Vliegbereik: 530 km
- Plafond: 8 500 m
- Klimsnelheid: 6,3 m/s
- Bewapening:
  - 2× vooruit vurende .303 Vickers machinegeweren
  - 2× door Škoda gebouwde .303 Lewis machinegeweren in een ring rond de observeerder.

## Gebruikers
- Tsjechoslowakije